# Pantelejmon (Kalpakidis)
Pantelejmon, imię świeckie Joannis Kalpakidis (ur. 1945 w Salonikach) – grecki biskup prawosławny.

## Życiorys
Święcenia diakońskie przyjął w 1969 w Londynie, na kapłana został wyświęcony w 1976. Ukończył studia teologiczne na Uniwersytecie w Salonikach w 1975, po czym wyjechał na dalsze studia specjalizacyjne na Uniwersytet Oksfordzki. W 1978 wrócił do rodzinnych Salonik i przez dalsze szesnaście lat służył w cerkwi św. Dymitra z Tesaloniki. Jego chirotonia biskupia miała miejsce 29 maja 1994. Od tego czasu jest ordynariuszem metropolii Werii, Naussy i Kampanii.